# Царството на огъня
„Царството на огъня“ е американски фантастичен екшън филм от 2002 г., режисиран от Роб Боуман, в който участват Крисчън Бейл, Матю Макконъхи, Джерард Бътлър, Изабела Скорупко, Дейвид Кенеди и др. Действието се развива в Лондон през 2020 г. и разказва историята на група оцелели, които се борят за живота си в свят доминиран от огнедишащи дракони.

## Сюжет
В съвременен Лондон 12-годишният Куин (Крисчън Бейл) става свидетел как неговата майка – строителен инженер, пробужда от вековен сън огромен огнедишащ звяр при изграждането на лондонското метро. Двадесет години по-късно почти целия свят е белязан от чудовището и потомството му. Големите градове са унищожени, а малкото оцелели хора живеят в откъснати общности. Като началник на пожарната Куин е отговорен за отблъскването на зверовете и оцеляването на малка общност. Ненадейно се появява бившият американски военен Дентън Ван Зан (Матю Макконъхи) и неговият елитен отряд, който твърди, че може да избие чудовищата и да спаси човечеството по начин, по който Куин не е виждал.

## Актьорски състав
Крисчън Бейл в ролята на Куин Абъркромби

Матю Макконъхи в ролята на Дентън Ван Зан

Джерард Бътлър в ролята на Крийди

Изабела Скорупко в ролята на Алекс Янсен

Скот Джеймс Мутър в ролята на Джаред Уилки

Дейвид Кенеди в ролята на Еди Стакс

Александър Сидиг в ролята на ЕйДжей

Нед Денъхи в ролята на Барлоу

Рори Кийнан в ролята на Девън

Терънс Мейнард в ролята на Гидиън

Дъг Кокъл в ролята на Гууш

Рандал Карлтън в ролята на Брук

Крис Кели в ролята на Мийд

Бен Торнтън в ролята на младия Куин

Алис Криг в ролята на Карън Абъркромби

## Телевизионен дублаж
| Преводач            | Благовест Костадинов                                                          |
| Режисьор на дублажа | Димитър Кръстев                                                               |
| Тонрежисьор         | Иво Игнатов                                                                   |
| Озвучаващи артисти  | Ирина Маринова Йорданка Илова Георги Георгиев-Гого Силви Стоицов Цветан Ватев |